# 보조 출연자

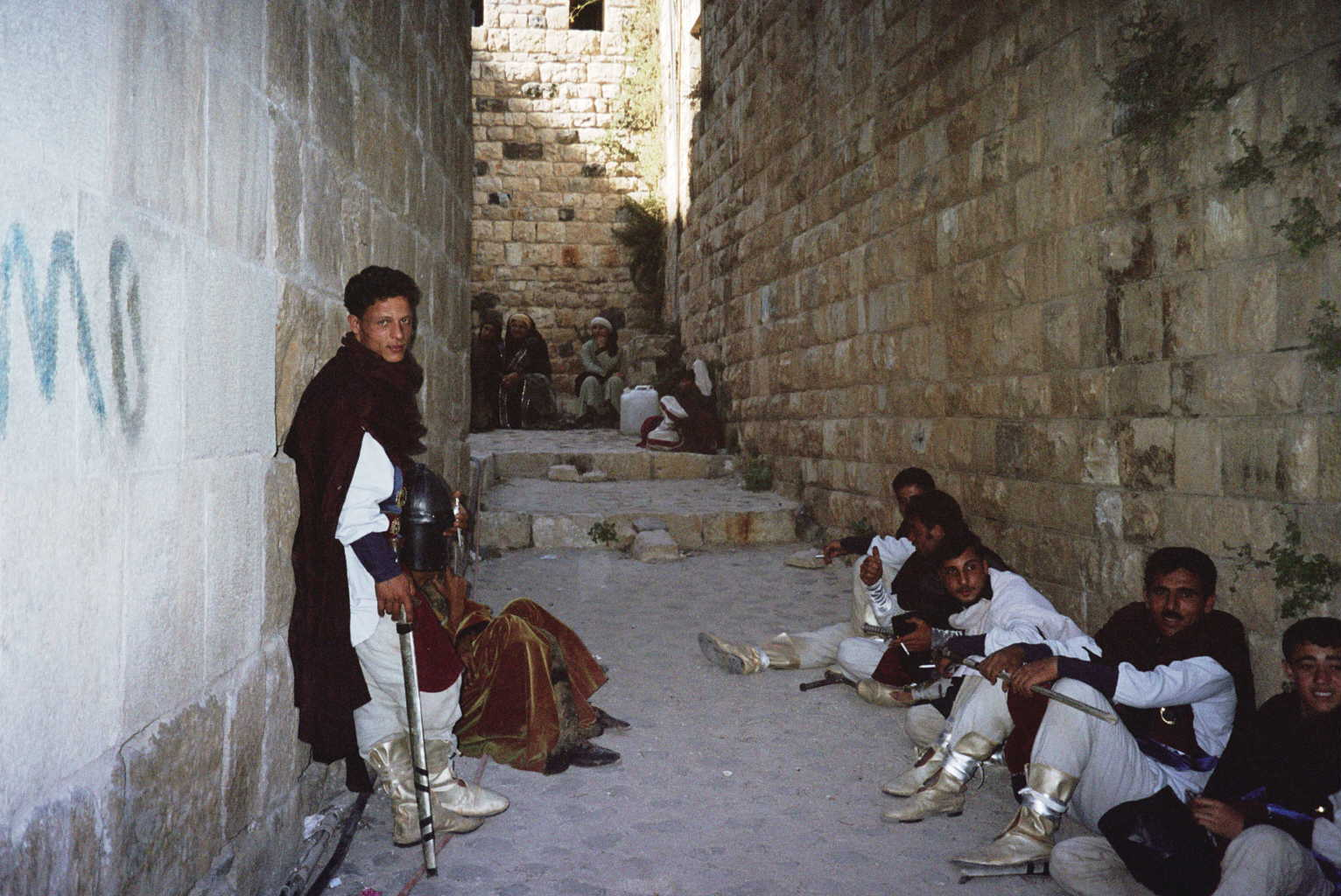

보조 출연자(補助 出演者, 영어: background actor) 또는 엑스트라(영어: extra)는 영화, 드라마 등에 출연하여 연기하는 배우이지만 대사가 없는 단역의 총칭이다. 주로 사극에 많이 등장하며 배역은 병사, 백성, 주민, 관객 등 많은 사람들이 동원되는 장면에서 연기한다. 전문적인 배우와는 달리 걸어가기만 하거나, 달려가거나, 죽거나(이를테면, 전쟁 영화에서 총에 맞아 죽는 연기), 함성을 지르거나 가만히 서 있는 등 아주 단순한 연기만 한다. 유명 배우가 유명해지고 난 이후 엑스트라로 출연하는 것을 카메오라 한다.

## 회사
보조 출연자들은 보조출연 전문업체에 소속되며 각 지부별로 등록된다. 지부가 소속된 회사마다 다르지만 크게 원청, 하청으로 나뉘어지며, 급여는 일을 한 날짜로부터 하루 후에 주거나, 길게는 한달에서 두달이 경과한 월의 1,2,3일에 지급된다.

## 보조 출연자 출신 유명 연예인
이들은 원래부터 연기자가 아닌 보조 출연자부터 시작해서 연기자가 된 배우들이다. 작품은 해당 배우가 유명해지기 전에 배우가 아닌 보조 출연자로서 출연한 작품이다. 그러나 현재 대한민국의 연예계는 아이돌 가수들이 연기자로 업종 변경을 하는 경우가 많아 이로 인하여 배우의 자리를 대부분 아이돌 출신들이 차지하게 되기 때문에 보조 출연자가 유명 배우가 될 확률은 극히 희박하다.
- 김형일 - 데뷔를 보조 출연자로 했다. 보조 출연자로 출연한 작품은 현역병 신분으로 출연한 아벤고 공수군단이며 그 작품에서 조선인민군 하전사 역할을 했다.
- 유재석 - 심형래가 한창 영화를 찍고 있던 시절, 영구와 우주괴물 불괴리에서 영구네 반 반장 역할, 티라노의 발톱에서 원시인 1 역할 등 심형래 영화의 보조 출연자로 활동했다.
- 임창정
- 장동건 - 옥시크린 CF(얼굴 미등장, 가슴 부분만 등장했다. 깨끗하게 세탁된 티셔츠를 입고 서있는 역할.)
- 소지섭 - 원래 청바지 브랜드 스톰(STORM)에서 보조출연자로서 출연이 예정되었으나 메인 모델인 듀스의 김성재가 갑자기 사망하자 김성재의 대타로 메인 모델이 되었다.
- 실베스터 스탤론 - 록키로 스타덤에 오르기 전까지 계속 보조 출연자를 전전했다.
- 최나경 - 동이(감찰궁녀1), 몽땅 내사랑에 배우로서 출연했다.
- 김혜윤 - 40여편의 작품에서 단역으로 출연했다.
- 성룡 - 이소룡의 영화 용쟁호투에서 이소룡에게 덤비는 적 잡졸들 중 맨 마지막에 덤비는 잡졸 역,  원추 주연의 여경찰에서 악당 잡졸 역
- 정성모 - 안성기의 영화 성공시대에서 안성기보다 먼저 면접을 보고 탈락하는 면접생 역
- 주성치 - 주윤발의 여러 영화에서 주윤발이 쏜 총에 맞아 죽는 적 잡졸 역, 사조영웅전(1983년)에서 송나라 병사 역
- 짐 캐리 - 페기 수 결혼하다에서 보조 출연자
- 정상수 - 래퍼로 활동하기 전, 수많은 영화나 드라마에 보조출연하면서 돈을 벌었다. 수입이 꽤 쏠쏠해서 시작했다고.

## 같이 보기
- 백그라운드 댄서
- 단역
- 카메오 출연
- 조연